# Saison 2016-2017 du Leicester City FC
Maillots
Chronologie
Saison 2015-2016 Saison 2017-2018
La saison 2016-2017 du Leicester City est la 112e saison de son histoire et la 49e au sein de la Première League. Cette saison, Leicester City participe à la Premier League, dont il est le champion en titre, pour la troisième saison consécutive ainsi qu'à la FA Cup et à Coupe de la Ligue. Le club participe à la Ligue des Champions pour la toute première fois.

## Pré-saison

### Matchs amicaux
| 1er match amical        | Oxford United | 1 - 2   | Leicester City         | Kassam Stadium, Oxford                     |                                            |
| 11 juillet 2016 19 h 45 | Maguire 10e   | (1 - 1) | Gray 28e · Schlupp 69e | Spectateurs : 9 487 Arbitrage : John Busby | Spectateurs : 9 487 Arbitrage : John Busby |
| 11 juillet 2016 19 h 45 | Rapport       |         |                        | Spectateurs : 9 487 Arbitrage : John Busby | Spectateurs : 9 487 Arbitrage : John Busby |

| 2e match amical     | Chesterfield Football Club                | 3 - 1   | Leicester City | Proact Stadium, Chesterfield |  |
| 2 août 2016 19 h 30 | Ched 56e · Gary 62e · Shea Jay 76e (pen.) | (0 - 1) | Liandre 25e    |                              |  |
| 2 août 2016 19 h 30 | Rapport                                   |         |                |                              |  |

### International Champions Cup 2016
| Rang | Équipe              | Pts | J | V | Vt | Dt | D | BP | BC | Diff. |
| ---- | ------------------- | --- | - | - | -- | -- | - | -- | -- | ----- |
| 1    | Paris Saint-Germain | 9   | 3 | 3 | 0  | 0  | 0 | 10 | 2  | +8    |
| 2    | Liverpool           | 6   | 3 | 2 | 0  | 0  | 1 | 6  | 1  | +5    |
| 3    | Chelsea             | 6   | 3 | 2 | 0  | 0  | 1 | 6  | 4  | +2    |
| 4    | FC Barcelone        | 6   | 3 | 2 | 0  | 0  | 1 | 7  | 7  | 0     |
| 5    | Real Madrid         | 6   | 3 | 2 | 0  | 0  | 1 | 5  | 5  | 0     |
| 6    | Bayern Munich       | 4   | 3 | 1 | 0  | 1  | 1 | 7  | 5  | +2    |
| 7    | Inter Milan         | 3   | 3 | 1 | 0  | 0  | 2 | 4  | 7  | -3    |
| 8    | AC Milan            | 2   | 3 | 0 | 1  | 0  | 2 | 4  | 6  | -2    |
| 9    | Leicester City      | 2   | 3 | 0 | 1  | 0  | 2 | 3  | 9  | -6    |
| 10   | Celtic              | 1   | 3 | 0 | 0  | 1  | 3 | 2  | 6  | -4    |

| 1er match               | Celtic Glasgow                                             | 1 - 1             | Leicester City                                                 | Celtic Park, Glasgow                                                 |                                                                      |
| 23 juillet 2016 17 h 30 | O'Connell 59e                                              | (0 - 0)           | 46e Mahrez                                                     | Spectateurs : 32 658 Diffuseur : BeIN Sports Arbitrage : John Beaton | Spectateurs : 32 658 Diffuseur : BeIN Sports Arbitrage : John Beaton |
| 23 juillet 2016 17 h 30 | Rapport                                                    |                   |                                                                | Spectateurs : 32 658 Diffuseur : BeIN Sports Arbitrage : John Beaton | Spectateurs : 32 658 Diffuseur : BeIN Sports Arbitrage : John Beaton |
| 23 juillet 2016 17 h 30 | Çiftçi · Johansen · Allan · O'Connell · Christie · Forrest | Tirs au but 5 - 6 | Fuchs · Wasilewski · Drinkwater · Chilwell · Okazaki · Amartey | Spectateurs : 32 658 Diffuseur : BeIN Sports Arbitrage : John Beaton | Spectateurs : 32 658 Diffuseur : BeIN Sports Arbitrage : John Beaton |

| 3e match            | FC Barcelone                                 | 4 - 2   | Leicester City | Friends Arena, Stockholm                                                      |                                                                               |
| 3 août 2016 20 h 00 | El Haddadi 26e 45e · Suárez 34e · Mujica 84e | (3 - 0) | 47e 66e Musa   | Spectateurs : 42 879 Diffuseur : BeIN Sports Arbitrage : Martin Strömbergsson | Spectateurs : 42 879 Diffuseur : BeIN Sports Arbitrage : Martin Strömbergsson |
| 3 août 2016 20 h 00 | Rapport                                      |         |                | Spectateurs : 42 879 Diffuseur : BeIN Sports Arbitrage : Martin Strömbergsson | Spectateurs : 42 879 Diffuseur : BeIN Sports Arbitrage : Martin Strömbergsson |

## Joueurs et staff

### Équipe première
Le tableau suivant regroupe tous les joueurs professionnels actuels de Leicester lors de la saison 2016-2017.

### Arrivés
| Poste | Nationalité            | Nom               | Arrivée de     | Coût           | Ref.  |
| ----- | ---------------------- | ----------------- | -------------- | -------------- | ----- |
| G     | Drapeau de l'Allemagne | Ron-Robert Zieler | Hannover 96    | Retour de prêt | [ 3 ] |
| D     | Drapeau de l'Espagne   | Luis Hernández    | Sporting Gijón | Gratuit        | [ 4 ] |
| M     | Drapeau de la France   | Nampalys Mendy    | OGC Nice       | 13 000 000 £   | [ 5 ] |
| A     | Drapeau du Nigeria     | Ahmed Musa        | CSKA Moscou    | 16 000 000 £   | [ 6 ] |
| D     | Drapeau de la Pologne  | Bartosz Kapustka  | Cracovia       | 7 500 000 £    |       |
| D     | Drapeau de l'Espagne   | Raúl Uche         | Rayo Vallecano | Retour de prêt | [ 7 ] |
| A     | Drapeau de l'Algérie   | Islam Slimani     | Sporting CP    | 35 000 000 €   |       |

### Départs
| Poste | Nationalité           | Nom             | Départ pour     | Coût         | Ref.   |
| ----- | --------------------- | --------------- | --------------- | ------------ | ------ |
| M     | Drapeau de la Croatie | Andrej Kramarić | 1899 Hoffenheim | 10 000 000 € | [ 8 ]  |
| M     | Drapeau de la France  | N'Golo Kanté    | Chelsea FC      | 38 000 000 € | [ 9 ]  |
| D     |                       | Liam Moore      | Reading FC      | Gratuit      | [ 10 ] |
| D     |                       | Ritchie De Laet | Aston Villa     | Gratuit      | [ 11 ] |

### Prêts
| Poste | Nationalité          | Nom              | Départ pour    | Coût           | Ref.   |
| ----- | -------------------- | ---------------- | -------------- | -------------- | ------ |
| D     | Drapeau de la France | Yohan Benalouane | ACF Fiorentina | Retour de prêt | [ 12 ] |

### Fin de contrats
| Poste | Nationalité             | Nom              |
| ----- | ----------------------- | ---------------- |
| M     | Drapeau de l'Angleterre | Kyle Bailey      |
| A     | Drapeau de l'Angleterre | Jack Barmby      |
| A     | Drapeau de l'Angleterre | Jacob Blyth      |
| M     | Drapeau de l'Angleterre | Dean Hammond     |
| A     | Drapeau de l'Angleterre | Aaron Hassall    |
| D     | Drapeau de l'Angleterre | Michael Kelly    |
| A     | Drapeau de l'Angleterre | Keenan King      |
| D     | Drapeau de l'Angleterre | Paul Konchesky   |
| G     | Drapeau de l'Angleterre | Jonny Maddison   |
| D     | Drapeau de l'Angleterre | Harry Panayiotou |
| G     | Drapeau de l'Australie  | Mark Schwarzer   |
| G     | Drapeau de l'Angleterre | Max Smith-Varnam |
| M     | Drapeau de l'Angleterre | Ryan Watson      |
| A     | Drapeau du Ghana        | Joe Dodoo        |

## Compétitions

### Community Shield
Après avoir remporté la coupe d'Angleterre pour la première fois depuis la saison 2003-2004, Manchester United joue sa 30e Community Shield dans le célèbre stade de Wembley, enceinte de l'équipe nationale anglaise. Pour cette édition, le club mancunien affronte le vainqueur surprise du championnat de la saison précédente, Leicester City. La Supercoupe anglaise possède quelques particularités : les entraîneurs ont la possibilité de faire jusqu'à six changements de joueurs au lieu des trois réglementaires durant ce match. En cas d'égalité à la fin du temps réglementaire, les deux équipes se départagent directement aux tirs au but sans disputer de prolongation.
Le match est remporté par les Red Devils au terme d'un match équilibré. Lingard ouvre le score sur un exploit individuel mais Vardy égalise à la suite d'une erreur défensive de Fellaini. Dix minutes avant la fin du temps réglementaire, Ibrahimović redonne l'avantage aux siens sur un but de la tête et permet au club de remporter le trophée.

### Championnat d'Angleterre

#### Classement
Modèle:Classement Premier League 2016-2017

### Coupe d'Angleterre
| 3e tour |  | - |  |  |  |
|         |  |   |  |  |  |

### Ligue des champions
Leicester City est qualifié pour la phase de groupes de la Ligue des champions 2016-2017 en tant que vainqueur du championnat d'Angleterre 2015-2016. De ce fait, le club est assigné au chapeau 1 lors du tirage au sort. C'est la première apparition du club dans la compétition.

#### Phase de poule
| Rang | Équipe         | Pts | J | G | N | P | Bp | Bc | Diff |  | Résultats (▼ dom., ► ext.) |     |     |     |     |
| ---- | -------------- | --- | - | - | - | - | -- | -- | ---- |  | -------------------------- | --- | --- | --- | --- |
| 1    | Leicester City | 13  | 6 | 4 | 1 | 1 | 7  | 6  | +1   |  | Leicester City             |     | 1-0 | 1-0 | 2-1 |
| 2    | FC Porto       | 11  | 6 | 3 | 2 | 1 | 9  | 3  | +6   |  | FC Porto                   | 5-0 |     | 1-1 | 1-0 |
| 3    | FC Copenhague  | 9   | 6 | 2 | 3 | 1 | 7  | 2  | +5   |  | FC Copenhague              | 0-0 | 0-0 |     | 4-0 |
| 4    | Club Bruges    | 0   | 6 | 0 | 0 | 6 | 2  | 14 | -12  |  | Club Bruges                | 0-3 | 1-2 | 0-2 |     |